# Maicol Balanta
Maicol Balanta Peña (Quinamayó, Jamundí, Valle del Cauca, Colombia; 2 de enero de 1990) es un futbolista colombiano que juega como delantero en Metropolitanos Fútbol Club de la Primera División de Venezuela.

## Trayectoria
Luego de un paso exitoso por Universitario de Popayán (39 partidos y 11 goles), Atlético Junior decidió acordar su traspaso para afrontar en el 2012 la triple competencia: Copa Libertadores, Copa Colombia y la Liga. A pesar de consolidarse en la titular, solo hizo 1 gol en esa temporada, lo que ocasionó que para el segundo semestre de ese año fuera un suplente recurrente de jugadores como Luis Carlos Ruiz, Teófilo Gutiérrez y Dayro Moreno, con lo que las directivas del equipo intento ubicarlo en el filial del Junior, el Barranquilla Fútbol Club. A pesar de ello siguió en el Junior para el año siguiente, no obstante su situación no cambió mucho ya que solo disputó 1 partido por la Liga en el primer semestre y 6 (de 10) partidos por la Copa Colombia.
Después de su salida de Junior, Balanta jugó en el segundo semestre de 2014 con Águilas Doradas, luego pasó al Once Caldas para el primer semestre de 2015. 
Para el segundo semestre de 2015, Balanta hizo parte del Atlético Bucaramanga con el que logró el título de la Categoría Primera B y de esta manera el ascenso a la A. Estuvo hasta 2016.
En el 2017 actuó para Cortuluá y en el 2018 para Alianza Petrolera. 
En el primer semestre de 2019 llega al Deportes Tolima, para luego pasar al Independiente Santa Fe en el segundo semestre. 
Balanta sobresalió con Independiente Santa Fe durante 2019-II: alcanzó a marcar 7 goles por Liga Águila, tras 22 partidos y 1.712 minutos disputados. 20 de esos encuentros los arrancó en el ‘11’ del León y los tantos los convirtió ante Millonarios FC (3), Once Caldas, Jaguares de Córdoba, Atlético Bucaramanga y América de Cali.
El 9 de enero se confirma la llegada de Balanta al Independiente Medellín de cara a las competencias de 2020.

## Clubes
| Club                    | País      | Año         |
| ----------------------- | --------- | ----------- |
| Universitario Popayán   | Colombia  | 2011        |
| Junior                  | Colombia  | 2012 - 2014 |
| Águilas Doradas         | Colombia  | 2014        |
| Once Caldas             | Colombia  | 2015        |
| Atlético Bucaramanga    | Colombia  | 2015 - 2016 |
| Cortuluá                | Colombia  | 2017        |
| Alianza Petrolera       | Colombia  | 2018        |
| Deportes Tolima         | Colombia  | 2019        |
| Santa Fe                | Colombia  | 2019        |
| Independiente Medellín  | Colombia  | 2020        |
| Atlético Bucaramanga    | Colombia  | 2020        |
| Deportivo Binacional    | Perú      | 2021        |
| Jaguares de Córdoba     | Colombia  | 2021 - 2022 |
| Academia Puerto Cabello | Venezuela | 2022        |
| Hermanos Colmenárez     | Venezuela | 2023        |

## Estadísticas
| Universitario Popayán · Colombia | 2ª            | 2011          | 33  | 9  | 6  | 2 | 0  | 0 | 39  | 11 | 0,28 |
| Universitario Popayán · Colombia | Total club    | Total club    | 33  | 9  | 6  | 2 | 0  | 0 | 39  | 11 | 0,28 |
| Junior · Colombia | 1ª            | 2012          | 12  | 1  | 7  | 0 | 3  | 0 | 22  | 1  | 0,05 |
| Junior · Colombia | 1ª            | 2013          | 3   | 0  | 7  | 0 | 0  | 0 | 10  | 0  | 0,00 |
| Junior · Colombia | 1ª            | 2014          | 7   | 0  | 0  | 0 | 0  | 0 | 7   | 0  | 0,00 |
| Junior · Colombia | Total club    | Total club    | 22  | 1  | 14 | 0 | 3  | 0 | 39  | 1  | 0,03 |
| Águilas Doradas · Colombia | 1ª            | 2014          | 16  | 2  | 5  | 0 | -  | - | 21  | 2  | 0,09 |
| Águilas Doradas · Colombia | Total club    | Total club    | 16  | 2  | 5  | 0 | 0  | 0 | 21  | 2  | 0,09 |
| Once Caldas · Colombia | 1ª            | 2015          | 5   | 0  | 0  | 0 | 1  | 0 | 6   | 0  | 0,00 |
| Once Caldas · Colombia | Total club    | Total club    | 5   | 0  | 0  | 0 | 1  | 0 | 6   | 0  | 0,00 |
| Atlético Bucaramanga · Colombia | 2ª            | 2015          | 17  | 3  | 2  | 0 | -  | - | 19  | 3  | 0,16 |
| Atlético Bucaramanga · Colombia | 1ª            | 2016          | 37  | 5  | 3  | 0 | -  | - | 40  | 5  | 0,13 |
| Atlético Bucaramanga · Colombia | Total club    | Total club    | 54  | 8  | 5  | 0 | 0  | 0 | 59  | 8  | 0,14 |
| Cortuluá · Colombia | 1ª            | 2017          | 21  | 3  | 1  | 0 | -  | - | 22  | 3  | 0,14 |
| Cortuluá · Colombia | Total club    | Total club    | 21  | 3  | 1  | 0 | 0  | 0 | 22  | 3  | 0,14 |
| Alianza Petrolera · Colombia | 1ª            | 2018          | 27  | 5  | 1  | 0 | -  | - | 28  | 5  | 0,18 |
| Alianza Petrolera · Colombia | Total club    | Total club    | 27  | 5  | 1  | 0 | 0  | 0 | 28  | 5  | 0,18 |
| Deportes Tolima · Colombia | 1ª            | 2019          | 9   | 2  | 2  | 0 | 2  | 0 | 13  | 2  | 0,15 |
| Deportes Tolima · Colombia | Total club    | Total club    | 9   | 2  | 2  | 0 | 2  | 0 | 13  | 2  | 0,15 |
| Santa Fe · Colombia | 1ª            | 2019          | 22  | 7  | 2  | 0 | -  | - | 24  | 7  | 0,29 |
| Santa Fe · Colombia | Total club    | Total club    | 22  | 7  | 2  | 0 | 0  | 0 | 24  | 7  | 0,29 |
| Independiente Medellín · Colombia | 1ª            | 2020          | 5   | 0  | -  | - | 5  | 0 | 10  | 0  | 0,32 |
| Independiente Medellín · Colombia | Total club    | Total club    | 5   | 0  | 0  | 0 | 5  | 0 | 10  | 0  | 0,32 |
| Atlético Bucaramanga · Colombia | 1ª            | 2020          | 10  | 2  | 1  | 0 | -  | - | 11  | 2  | 0,32 |
| Atlético Bucaramanga · Colombia | Total club    | Total club    | 10  | 2  | 1  | 0 | 0  | 0 | 11  | 2  | 0,32 |
| Deportivo Binacional · Perú | 1ª            | 2021          | 6   | 0  | -  | - | -  | - | 6   | 0  | 0,32 |
| Deportivo Binacional · Perú | Total club    | Total club    | 6   | 0  | 0  | 0 | 0  | 0 | 6   | 0  | 0,32 |
| Jaguares de Córdoba · Colombia | 1ª            | 2021          | 13  | 1  | 2  | 0 | -  | - | 15  | 1  | 0,05 |
| Jaguares de Córdoba · Colombia | 1ª            | 2022          | 15  | 0  | 3  | 0 | -  | - | 18  | 0  | 0,00 |
| Jaguares de Córdoba · Colombia | Total club    | Total club    | 28  | 1  | 5  | 0 | 0  | 0 | 33  | 1  | 0,03 |
| Academia Puerto Cabello · Venezuela | 1ª            | 2022          | 16  | 4  | -  | - | -  | - | 16  | 4  | 0,32 |
| Academia Puerto Cabello · Venezuela | Total club    | Total club    | 16  | 4  | 0  | 0 | 0  | 0 | 16  | 4  | 0,32 |
| Internacional de Barinas · Venezuela | 1ª            | 2023          | 7   | 2  | -  | - | -  | - | 7   | 2  | 0,32 |
| Internacional de Barinas · Venezuela | Total club    | Total club    | 7   | 2  | 0  | 0 | 0  | 0 | 7   | 2  | 0,32 |
| Total carrera | Total carrera | Total carrera | 281 | 44 | 42 | 2 | 11 | 0 | 334 | 46 | 0,15 |
| (1) Incluye datos de la Copa Colombia, Superliga de Colombia. (2) Incluye datos de la Copa Libertadores de América. (3) Media de goles por encuentro. No incluye goles en partidos amistosos. |               |               |     |    |    |   |    |   |     |    |      |